# Isoperla buresi
Isoperla buresi är en bäcksländeart som beskrevs av Raušer 1962. Isoperla buresi ingår i släktet Isoperla och familjen rovbäcksländor. Inga underarter finns listade i Catalogue of Life.